# Horváth András (labdarúgó, 1919)
Horváth András (1919. december 11. – ?) labdarúgó, csatár. A sportsajtóban Horváth II néven volt ismert.

## Pályafutása
1937 és 1939 között volt a Ferencváros játékosa, ahol egy bajnoki címet szerzett a csapattal. A Fradiban 16 mérkőzésen szerepelt (6 bajnoki, 10 nemzetközi) és 7 gólt szerzett (1 bajnoki, 6 egyéb).

## Sikerei, díjai
- Magyar bajnokság
  - bajnok: 1939–40